# Ligne 6 du métro de Paris
Vous lisez un « bon article » labellisé en 2008.  Il fait partie d'un « bon thème ».
Pour les articles homonymes, voir Ligne 6.
La ligne 6 du métro de Paris est une des seize lignes du réseau métropolitain de Paris. Elle suit un parcours semi-circulaire au sud de la ville sur les anciens boulevards extérieurs, entre les stations Charles de Gaulle - Étoile à l'ouest et Nation à l'est.
Ouverte de 1900 à 1906 entre Étoile et Place d'Italie, elle porte d'abord l'indice 2 sud ou Circulaire sud avant d'être longtemps intégrée à la ligne 5, tandis que le tronçon de Place d'Italie à Nation ouvre en 1909 directement sous le nom de ligne 6. Elle forme, avec la ligne 2, un couple de lignes de rocade à l'intérieur de Paris.
Longue de 13,6 kilomètres, dont 6,1 kilomètres en aérien soit 45 % de son parcours, et équipée de matériel sur pneumatiques depuis 1974, cette ligne permet d'apercevoir de nombreuses vues sur plusieurs grands monuments et paysages de la capitale. Avec 101,58 millions de voyageurs en 2024, elle est la neuvième ligne la plus fréquentée du réseau.

Plan de la ligne.

## Histoire

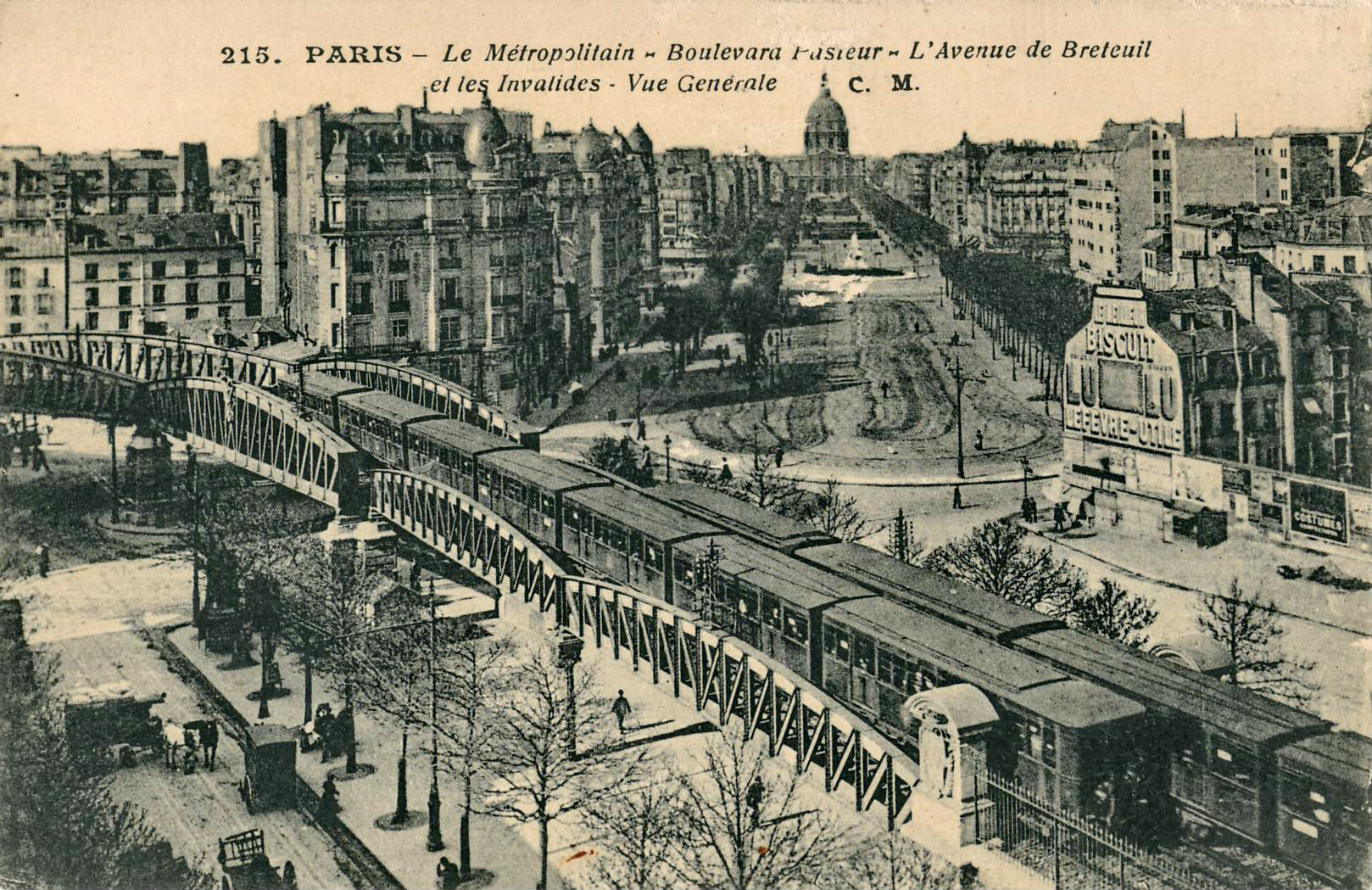
Le Métropolitain, établi en viaduc sur le boulevard Pasteur, vers 1910.

### Chronologie
- 20 avril 1896 : le conseil municipal de Paris adopte le projet de réseau de Fulgence Bienvenüe
- 30 mars 1898 : déclaration d'utilité publique des six premières lignes du « chemin de fer métropolitain »
- 2 octobre 1900 : ouverture du tronçon Étoile - Trocadéro, sous la forme d'un embranchement de l'actuelle ligne 1
- 5 novembre 1903 : prolongement au sud jusqu'à Passy. La ligne porte alors le nom de Ligne 2 sud ou Circulaire sud (par opposition à la Ligne 2 nord, l'actuelle ligne 2)
- 24 avril 1906 : prolongement au sud et à l'est jusqu'à Place d'Italie
- 17 octobre 1907 : fusion des lignes 5 et 2 sud. Cette dernière appellation disparaît totalement au profit de la première qui effectue le trajet Étoile - Place d'Italie - Gare du Nord
- 1er mars 1909 : ouverture de la ligne Place d'Italie - Nation sous la dénomination Ligne 6
- 6 octobre 1942 : affectation du tronçon Place d'Italie - Charles de Gaulle - Étoile de la ligne 5 à la ligne 6, qui prend alors son tracé actuel
- juillet 1974 : la ligne est équipée de matériel sur pneumatiques MP 73
- novembre 2007 : le système d'information en ligne (SIEL) est installé sur la ligne 6
- janvier 2023 : début de l'équipement avec les rames MP 89 CC issues de la ligne 4[1],[2].

### Circulaire sud
Au départ, les concepteurs du métro envisagent une ligne circulaire par les boulevards extérieurs, sur le modèle de la Circle line du métro de Londres. Mais la difficulté à exploiter une telle ligne modifie le projet en deux lignes indépendantes d'exploitation autonome, les Circulaires nord et sud. 
Un premier projet prévoit la circulation des rames par les gares d'Orléans (Austerlitz) et de Lyon puis au nord par les voies de la ligne 1 du métro de gare de Lyon à Nation. L'abandon de l'exploitation en tronc commun amène à rechercher un nouvel itinéraire à l'est de la place d'Italie jusqu'à la place de la Nation : le tracé est déterminé via le quartier de Bercy, choix qui est l'origine de la ligne 6.
La ligne Circulaire nord, actuelle ligne 2, est ouverte en 1900. Le court tronçon Étoile - Trocadéro du Circulaire sud - ou ligne 2 sud - est ouvert dès le 2 octobre 1900 en embranchement de la ligne 1, afin de desservir l'exposition universelle. Ce tronçon est prolongé jusqu'à Passy le 5 novembre 1903, mais la station n'est pas ouverte sur toute sa longueur et n'accepte que des trains de quatre voitures.

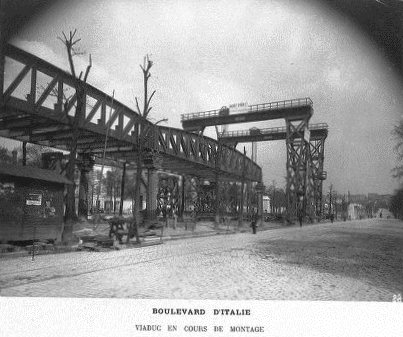
Montage du viaduc sur l'actuel boulevard Auguste-Blanqui en 1903.

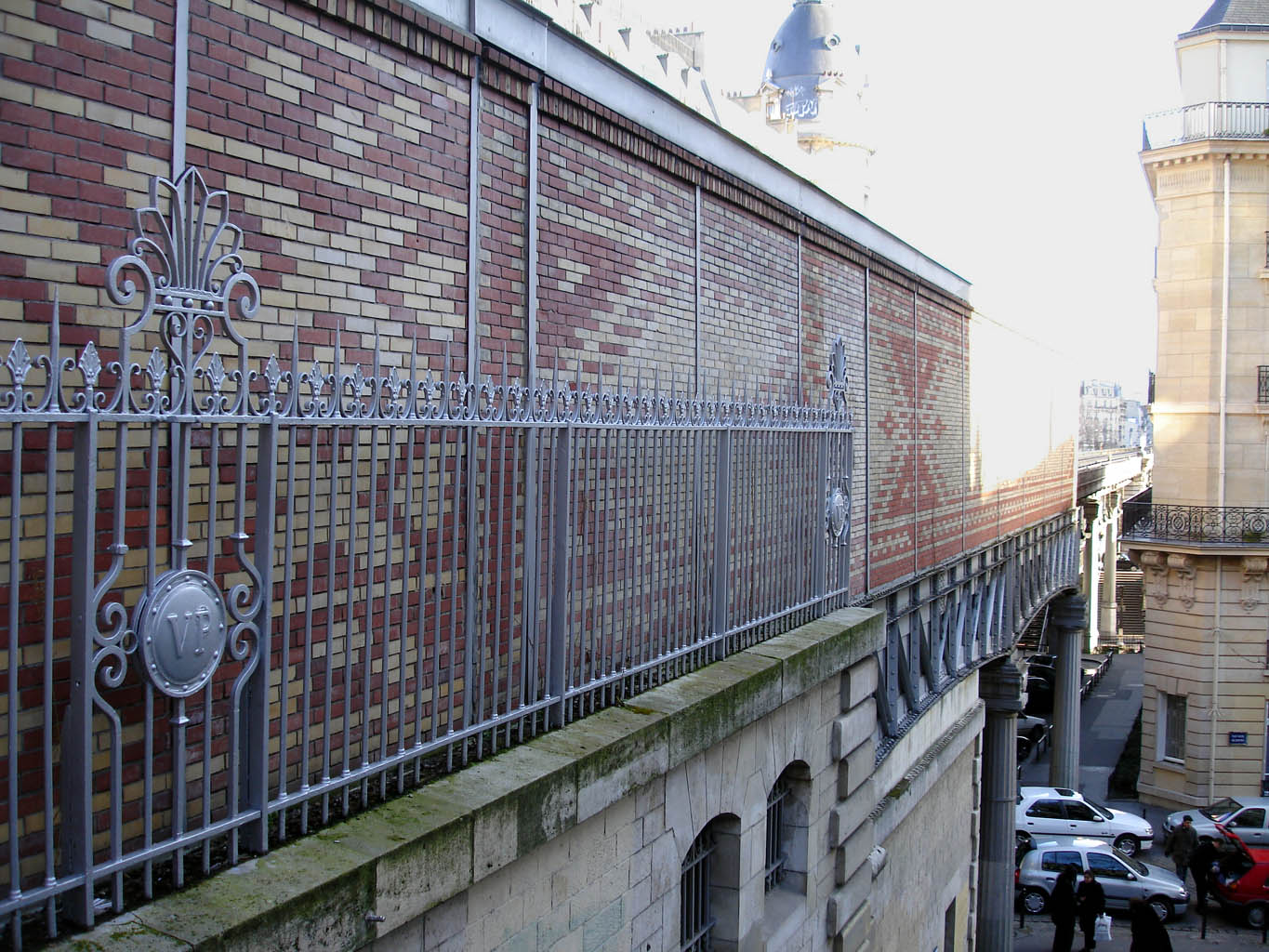
Les parois extérieures des stations de la ligne sont constituées de murs de brique formant des motifs, comme ici à Passy.

Les travaux ne posent pas de difficultés particulières, hormis les habituels déplacements d'égouts et la stabilisation de terrains autour de Denfert-Rochereau, minés par d'anciennes carrières. Mais le franchissement de la Seine à Passy est lui délicat. De 1903 à 1906, la construction du viaduc de Passy, sur l'actuel pont de Bir-Hakeim, donne lieu à un important chantier qui dépasse le seul cadre du métro. La passerelle d'origine datant de 1878 est remplacée par un pont charretier métallique supportant le viaduc du métro en surplomb. À l'est, le viaduc doit être établi sur le pont de Bercy. Ce dernier datant de 1864 est élargi de 5,50 mètres vers l'amont pour soutenir le viaduc du métro, le seul du réseau édifié en pierre. Les viaducs et stations souterraines sont du même type que ceux de la ligne 2 ; en revanche, les stations aériennes sont bâties différemment, avec des quais et des voies entièrement couverts et avec des murs latéraux constitués de brique au lieu de surfaces vitrées.
La ligne est ouverte d'Étoile à Place d'Italie le 24 avril 1906. Le 17 octobre 1907, la fusion de la ligne Circulaire sud et de la ligne 5 est décidée : à Place d'Italie les trains se dirigent jusqu'à Gare du Nord, via gare d'Orléans (Austerlitz) et Bastille et l'ensemble est exploité sous l'indicatif ligne 5, l'indicatif « Circulaire sud » ou « 2 sud » disparaît,.
À la suite des bombardements que subit Paris lors de la Première Guerre mondiale, les lignes de métro aériennes sont obligées d'observer des mesures de défense passive imposées par les pouvoirs publics. Afin d'être moins visibles, les trains ne sont plus éclairés la nuit que par des lampes bleues de février à juillet 1918. Mais dans les tronçons souterrains des lignes, ces trains présentent un aspect tellement sinistre que les réclamations affluent, tant de la part du personnel que des voyageurs. La Compagnie du chemin de fer métropolitain de Paris (CMP) est alors autorisée à procéder à des modifications électriques : les voitures sont éclairées par une série de cinq lampes blanches le jour et une de cinq lampes bleues la nuit, la troisième série demeurant éteinte par mesure d'économie.

### Ligne 6
La ligne portant le n°6 se limitait initialement au parcours Place d'Italie - Nation. Les travaux d'infrastructure sont achevés dès 1906, mais la CMP est peu empressée d'aménager et d'ouvrir à l'exploitation ce court tronçon qui ne dessert à cette époque qu'un secteur peu urbanisé et ne promet que des bénéfices très faibles. Néanmoins, sur l'insistance de la Ville de Paris, la ligne est enfin aménagée et ouverte aux voyageurs le 1er mars 1909. Jusqu'en 1931, la ligne 6 se cantonne à ce parcours limité. Mais à cette date, l'exposition coloniale qui se déroule au bois de Vincennes apporte une modification. La nécessité de mieux transporter les visiteurs au sud de la capitale amène à exploiter la ligne 6 de Nation à Étoile, en empruntant les voies de l'ex-Circulaire sud. Mais, dès la fin de l'exposition, l'exploitation antérieure reprend et la ligne 6 reste de nouveau cantonnée au parcours Nation - Place d'Italie.
C'est le 6 octobre 1942, en pleine période d'Occupation, que la ligne 6 est définitivement exploitée de bout en bout. Le prolongement de la ligne 5 de Gare du Nord à Église de Pantin allonge notablement cette ligne. Le parcours d'Étoile à Église de Pantin entraînerait un parcours bien trop long, préjudiciable à l'exploitation. La ligne 5 se limite dès lors au sud à Place d'Italie et les rames de la ligne 6 relient désormais Nation à Étoile.

### Métro sur pneus

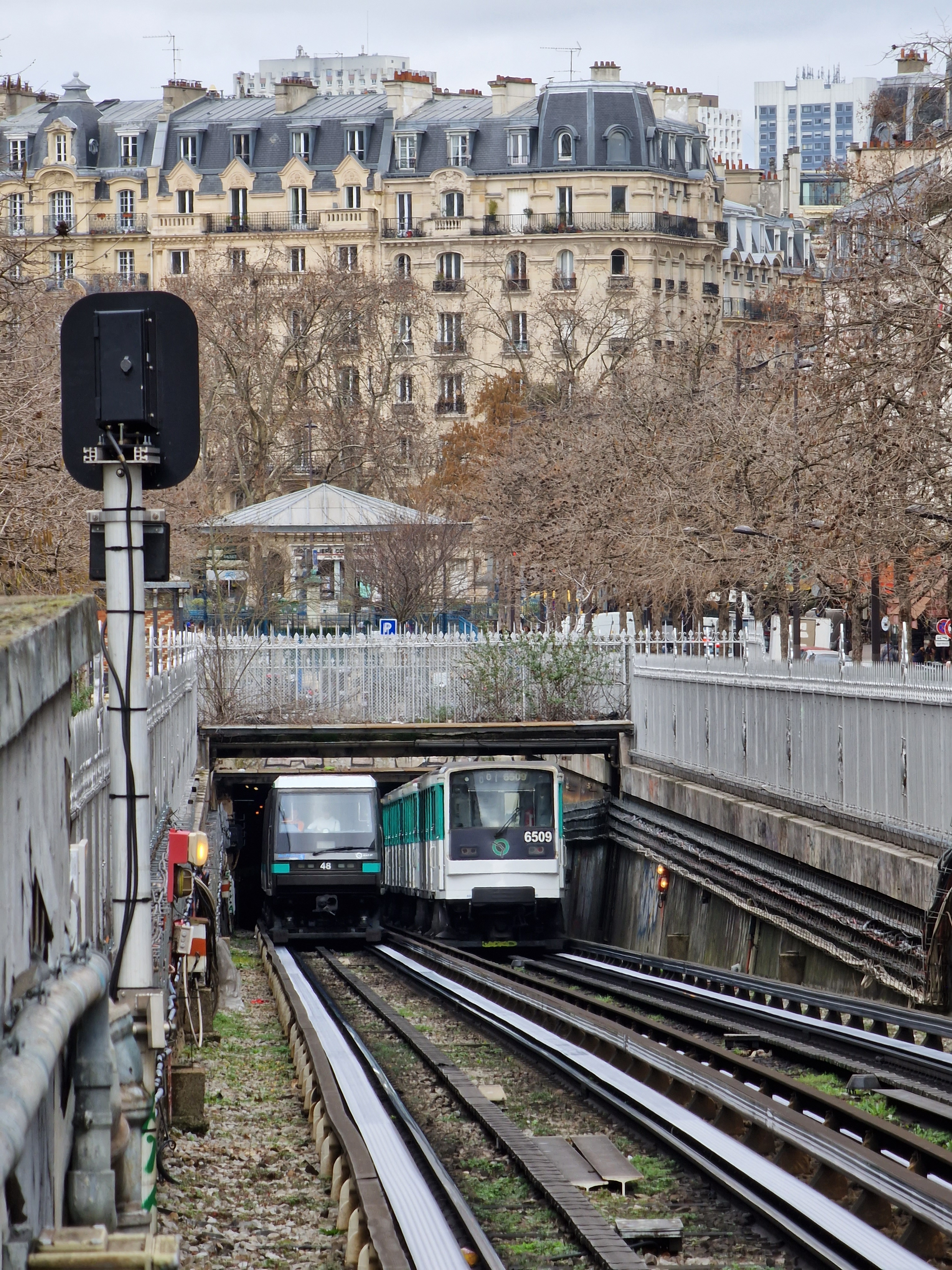
Rames MP89CC et MP73 se croisant entre Bel-Air et Picpus.

Un changement est porté à l'exploitation de la ligne au début des années 1970 : la station Kléber est reconstruite à quatre voies, et devient le terminus de régulation de la ligne, les rames desservant Étoile comme une simple station de passage.
Après la transformation des lignes 11, 1 et 4, la RATP décide en 1971 de la transformation de la ligne 6 pour le roulement sur pneus, afin de réduire les nuisances, bruit et vibrations, occasionnés aux riverains de cette ligne au plus long parcours en viaduc du réseau. Les travaux démarrent en octobre 1972 et s'achèvent en mai 1974. Durant cette période, un parc provisoire, avec 810 mètres de voies et huit appareils de voie, est aménagé à l'emplacement actuel du palais omnisports de Paris-Bercy, afin de faciliter l'acheminement des trains de travaux la nuit vers le chantier, dès l'arrêt de l'exploitation quotidienne. Ces voies provisoires se raccordent à la ligne à l'endroit où la plate-forme descend du viaduc de Bercy au souterrain en direction de la station Bercy. En 1974, la ligne est équipée d'un PCC, poste de commandes centralisées, lors de la transformation pour le roulement sur pneus.

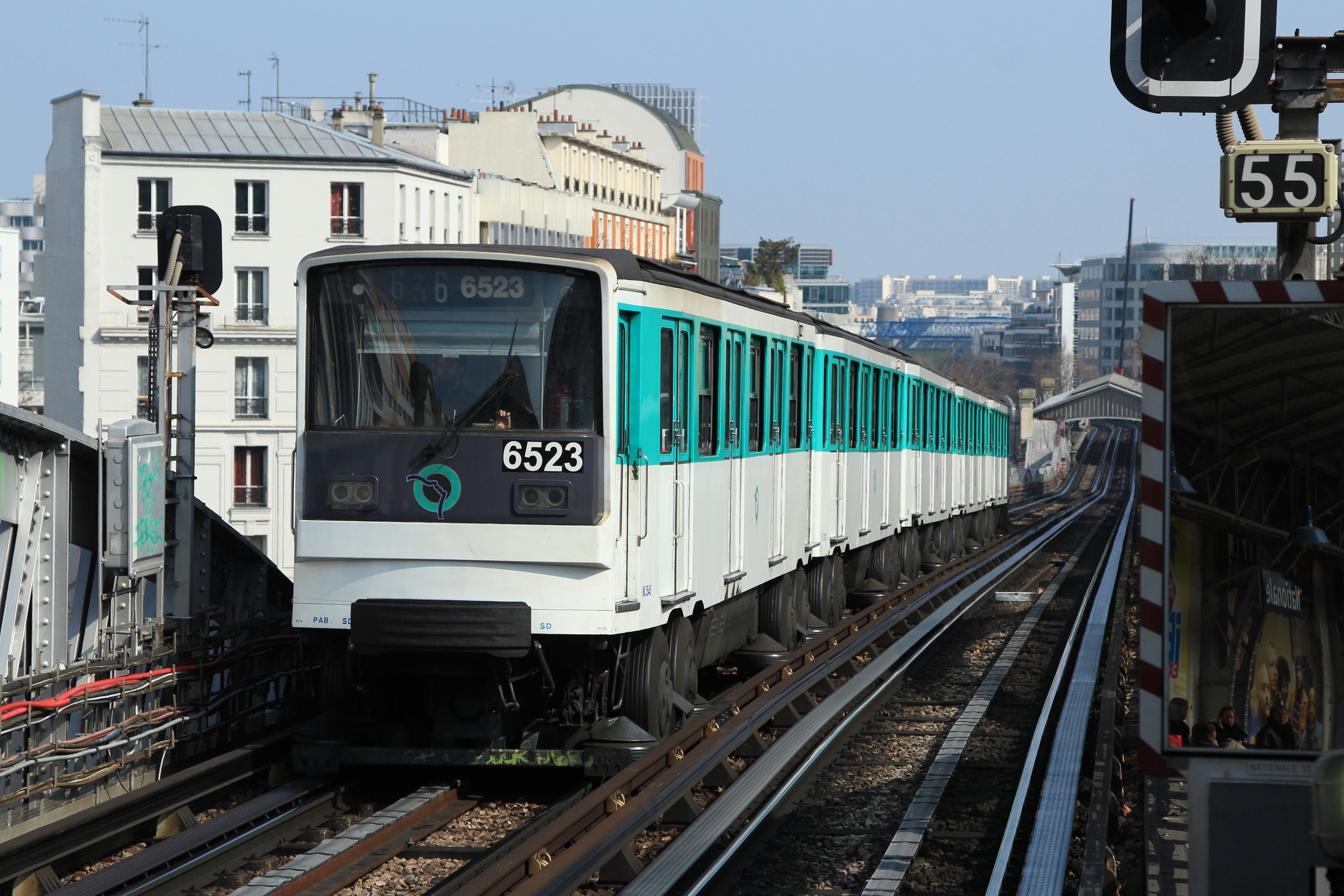
La rame MP 73 no 6523 entrant à la station Nationale.

Le nouveau matériel MP 73 se substitue très rapidement du 1er au 31 juillet 1974, lors du service réduit de la période estivale, aux anciennes rames Sprague, permettant de réformer un matériel antérieur à 1914. Contrairement aux MP 55 et MP 59 des autres lignes, les rames de la ligne 6 possèdent des pneus striés « ZZ » permettant une meilleure évacuation de l'eau, mieux adaptés aux problèmes d'adhérence rencontrés sur une ligne aérienne par temps de pluie. Les pistes métalliques de roulement sont également striées pour les mêmes raisons, ce qui a ensuite été appliqué à certaines sections des réseaux de Lyon et Marseille. Les voies extérieures sont par ailleurs équipées pour les situations de neige ou de verglas de cordons chauffants d'une puissance unitaire de 60 W/m, l'un sur le rail, l'autre sur la piste, alimentés en courant de traction 750 V et télécommandés depuis le PCC de la ligne. Malgré les années d'exploitation depuis lors, aucun défaut d'adhérence n'a été signalé, même par très forte pluie.
Durant les années 1970, les progrès apportés au matériel roulant sur fer avec l'adhérence totale ou partielle, la suspension pneumatique et le freinage rhéostatique entraînent un arrêt de la transformation des lignes du métro de Paris du roulement sur fer au roulement sur pneus. La ligne 6 est ainsi la dernière ligne ancienne transformée pour la circulation sur pneus. D'abord conduites en mode manuel, les rames sont pilotées automatiquement à partir du 10 février 1975 avec l'équipement de la ligne d'une grecque pour le pilotage automatique.
En janvier 2023, la ligne voit le déploiement des rames MP 89 CC rénovées issues de la ligne 4 débuter,. Ce déploiement devrait s'achever en 2026.

## Tracé et stations

### Tracé

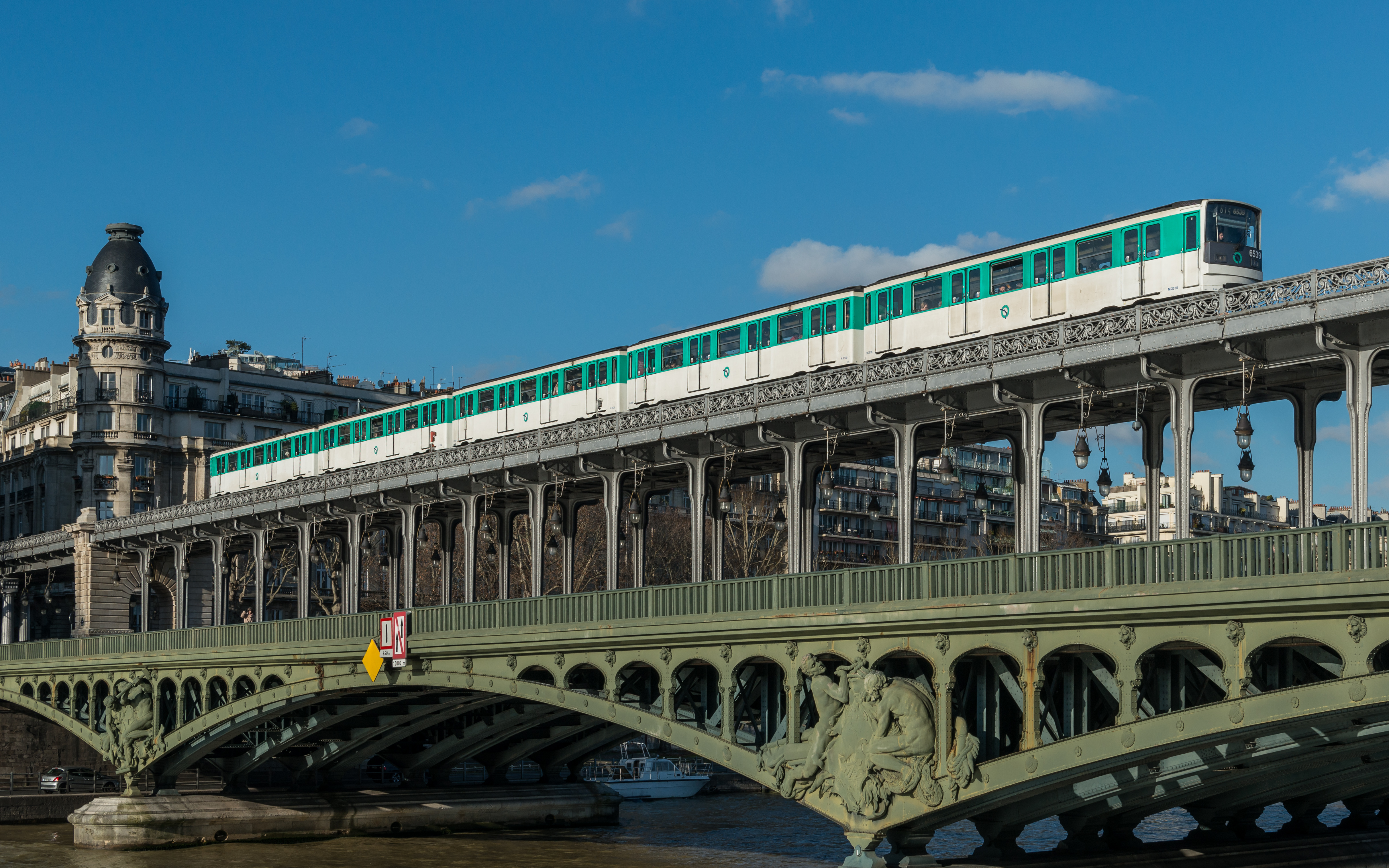
La ligne 6 franchissant la Seine sur le pont de Bir-Hakeim.

La longueur totale de la ligne 6 est de 13,665 kilomètres, dont 6,1 km en aérien (quatre tronçons). Cela fait de la ligne 6 la plus aérienne des lignes du métro de Paris avec 45 % de son parcours à l'extérieur et treize stations à l'air libre sur un total de vingt-huit. Elle traverse deux fois la Seine et, à chaque fois, en viaduc. La ligne 6 forme, avec la ligne 2 au nord, une boucle dans Paris située pour l'essentiel à l'emplacement de l'ancien mur des Fermiers généraux. Les seules correspondances qu'elle effectue avec la ligne 2 se font à ses deux terminus (Étoile et Nation).
La ligne commence à Charles de Gaulle - Étoile, sous la place du même nom, par une boucle au nord de laquelle se situe la station, à voie unique encadrée de deux quais, un pour la descente des voyageurs et un pour la montée. Cet agencement, dit solution espagnole, constitue un cas unique sur le réseau. Les installations du terminus sont complétées par deux voies en impasse, et deux voies de circulation en direction de Nation jusqu'à la station suivante, Kléber. Cette dernière, à quatre voies encadrant deux quais, constitue le véritable terminus de la ligne, où les rames stationnent de quelques secondes à quelques minutes en direction de Nation en fonction des impératifs de la régulation ou du changement de conducteur. Les installations sont ici complétées par une voie unique en direction de la station suivante, Boissière, située à 470 mètres. Après cette dernière, la ligne 6 se dirige toujours en direction du sud jusqu'à la station Trocadéro, en correspondance avec la ligne 9.

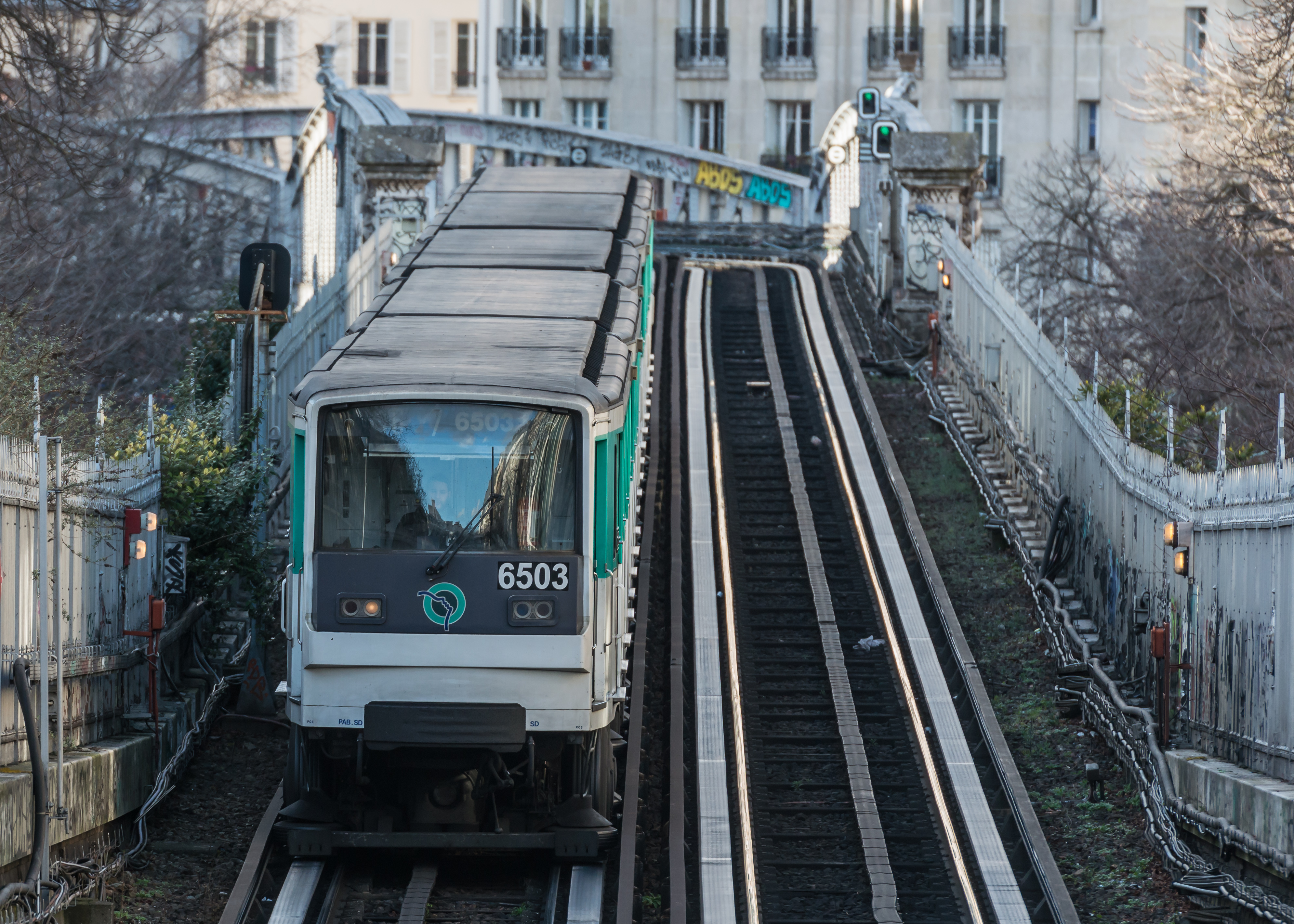
Rame MP 73, entre les stations Sèvres - Lecourbe et Pasteur, avant son entrée dans une section souterraine de la ligne.

L'interstation suivante est la plus longue de la ligne avec 739,4 mètres, et particulièrement tortueuse. Après un raccordement avec la ligne 9, la ligne se dirige sous la rue Benjamin-Franklin en direction du sud-ouest avant d'obliquer vers le sud-est et d'atteindre la station Passy, enterrée côté Étoile, et en viaduc côté Nation à cause de la forte dénivellation du terrain. Le tracé emprunte ensuite le viaduc métallique de Passy situé au-dessus du pont de Bir-Hakeim, long de 230 mètres, et atteint la rive gauche de la Seine où un ouvrage métallique de 57 mètres permet de franchir les voies de la ligne C du RER. Le long d'un viaduc métallique de 2 670 mètres au-dessus des boulevards de Grenelle, Garibaldi et Pasteur, elle dessert cinq stations aériennes, successivement Bir-Hakeim, Dupleix, La Motte-Picquet - Grenelle qui donne correspondance avec les lignes 8 et 10, Cambronne et Sèvres - Lecourbe avant de regagner le sous-sol à la station Pasteur, construite sous le boulevard du même nom.

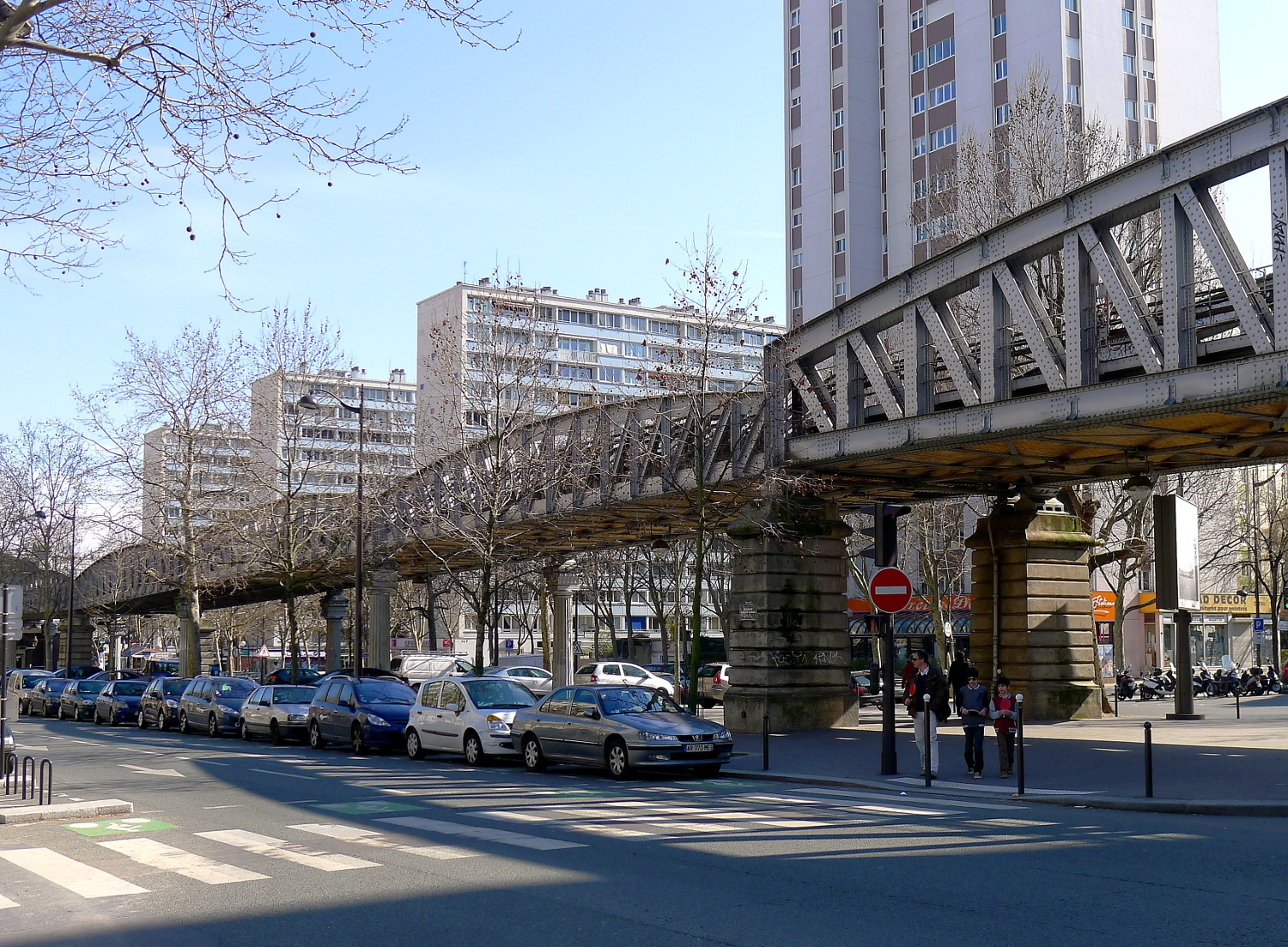
Une partie aérienne de la ligne sur le boulevard Saint-Jacques.

Après une longue interstation souterraine de 630 mètres, elle atteint Montparnasse - Bienvenüe, puis le tunnel passe au-dessus de celui de la ligne 13, ensuite dans le noyau même de la tour Montparnasse intégrée dans les nombreux sous-sols de l'édifice. Elle dessert deux stations situées sous le boulevard Edgar-Quinet (Edgar Quinet) puis le boulevard Raspail (Raspail) avant d'atteindre en compagnie de la ligne 4 la station de correspondance Denfert - Rochereau, établie plus profondément. Après avoir franchi en souterrain la ligne B du RER, elle retrouve l'air libre à la station Saint-Jacques pour un parcours sur le viaduc du boulevard Auguste-Blanqui permettant de franchir la dépression de la Bièvre, petite rivière affluente de la Seine et aujourd'hui canalisée, et dessert les stations Glacière et Corvisart établies au centre du boulevard. Elle regagne le sous-sol à la station Place d'Italie pour desservir cette seule station, après plusieurs jonctions avec la ligne 7, la ligne 5 et l'atelier de maintenance d'Italie et après être passée au-dessus du tunnel de la ligne 7.

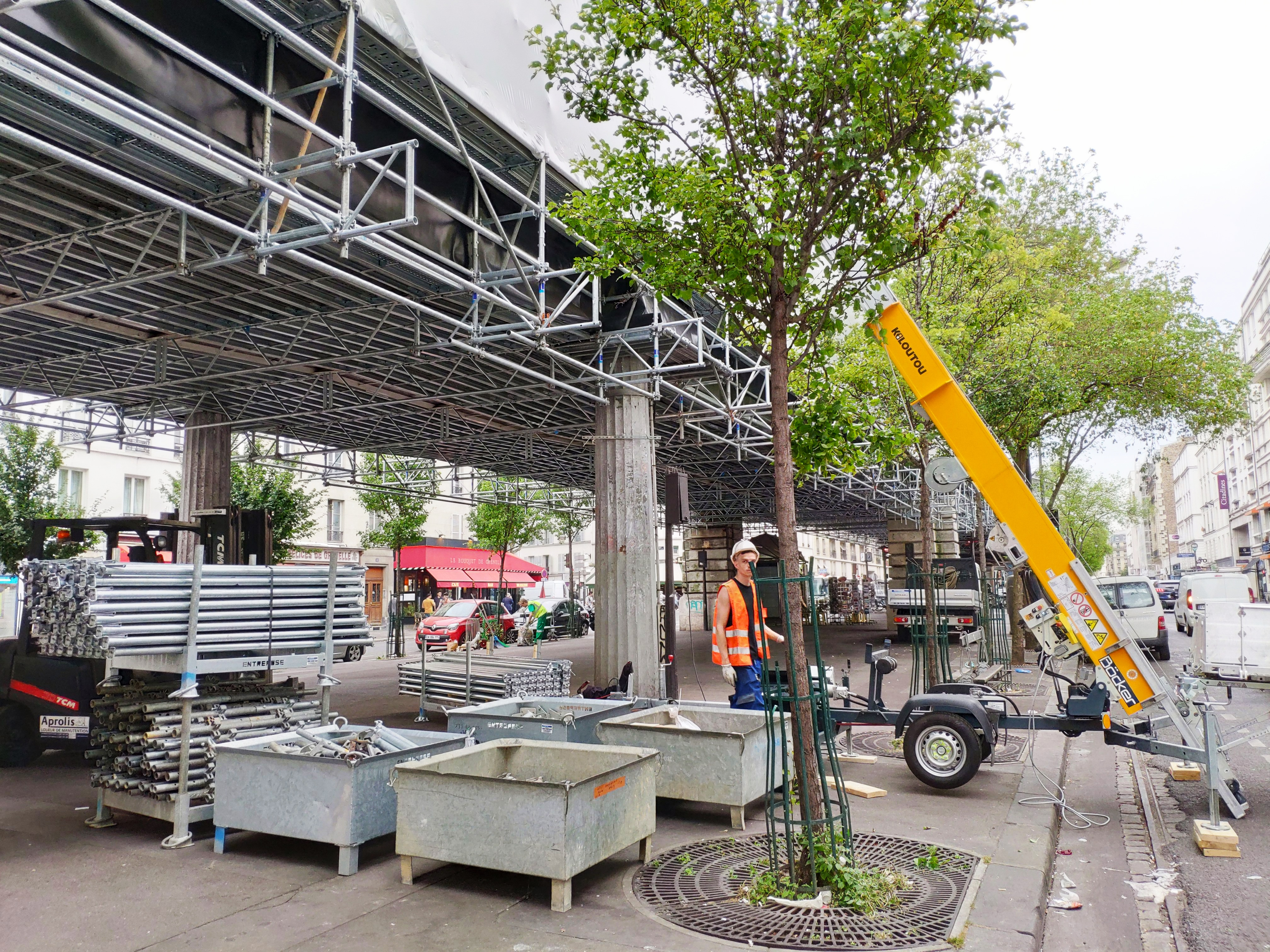
La partie aérienne nécessite de régulières rénovations, ici en juillet 2019.

Ensuite établie sur le viaduc du boulevard Vincent-Auriol, la ligne dessert la station Nationale, et descend en rampe de 33,2 ‰ jusqu'à la station Chevaleret, franchit les voies de la gare d'Austerlitz, aujourd'hui partiellement couvertes par l'avenue de France, avant d'atteindre la dernière station de la rive gauche, Quai de la Gare. Un viaduc de 171 mètres construit sur le pont de Bercy lui permet de gagner la rive droite de la Seine, avec initialement la particularité d'être situé sur un côté de ce pont et non dans son axe ; depuis, le pont a été doublé et le viaduc se situe au milieu du nouvel ensemble. Elle se place alors entre le long et massif bâtiment du ministère de l'Économie et des finances au nord, et le palais omnisports de Paris-Bercy au sud, avant de replonger en souterrain pour desservir la station Bercy, où elle donne correspondance à la ligne 14.
Courant sous le boulevard de Bercy, la ligne 6 grimpe sous les voies de la gare de Lyon jusqu'à la station Dugommier puis atteint Daumesnil où elle passe au-dessus de la ligne 8 à laquelle elle donne, une seconde fois, correspondance. Entre ces deux stations, le tunnel repose sur de nombreux puits de consolidation en raison de l'instabilité du sous-sol sur une longueur de 350 mètres. Un ultime tronçon aérien atteint après une courbe de 75 mètres de rayon lui permet de franchir les anciennes voies de la ligne de Vincennes, devenue ici la coulée verte René-Dumont. Elle regagne alors définitivement le sous-sol après la station Bel-Air, établie à ras du sol. Après la station Picpus, la ligne 6 atteint son terminus à la station Nation, qui est également aménagée sur une boucle, uniquement utilisée aux heures de pointe. Les trains entrent alors alternativement sur chacune des voies à quai en parcourant la boucle en totalité. Aux heures creuses, les tunnels de la boucle servent de garages et le retournement des trains s'effectue sur deux voies encadrant un quai central.

### Liste des stations

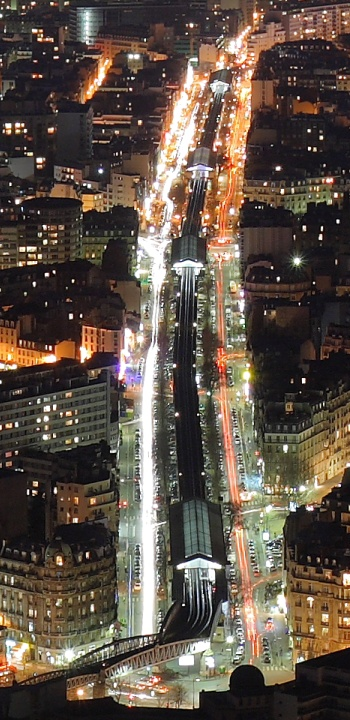
La partie aérienne occidentale de la ligne, vue de nuit de la tour Montparnasse : successivement de bas en haut, les stations Sèvres - Lecourbe, Cambronne, La Motte-Picquet - Grenelle et Dupleix.

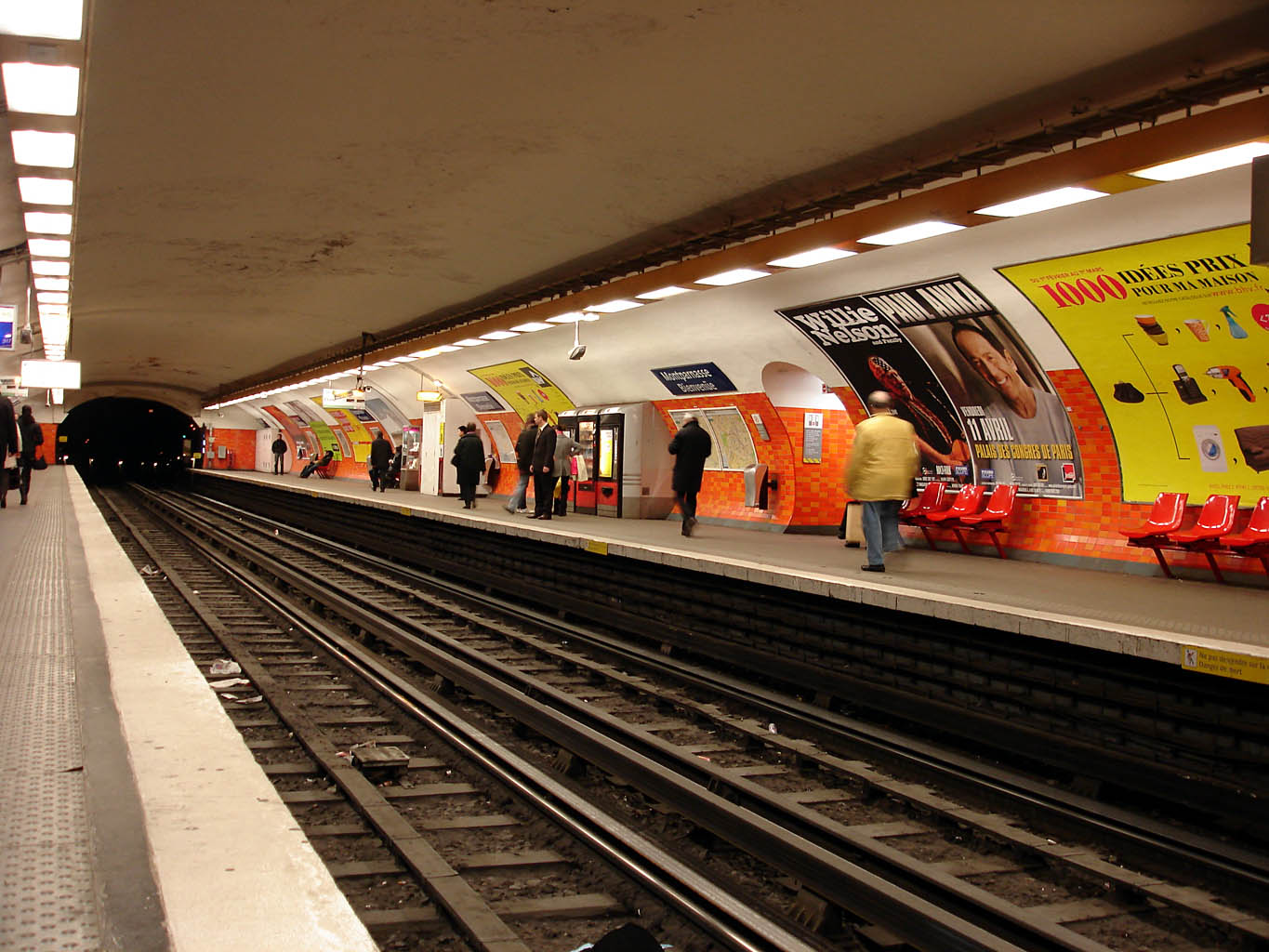
La station Montparnasse - Bienvenüe est décorée en style « Mouton ».

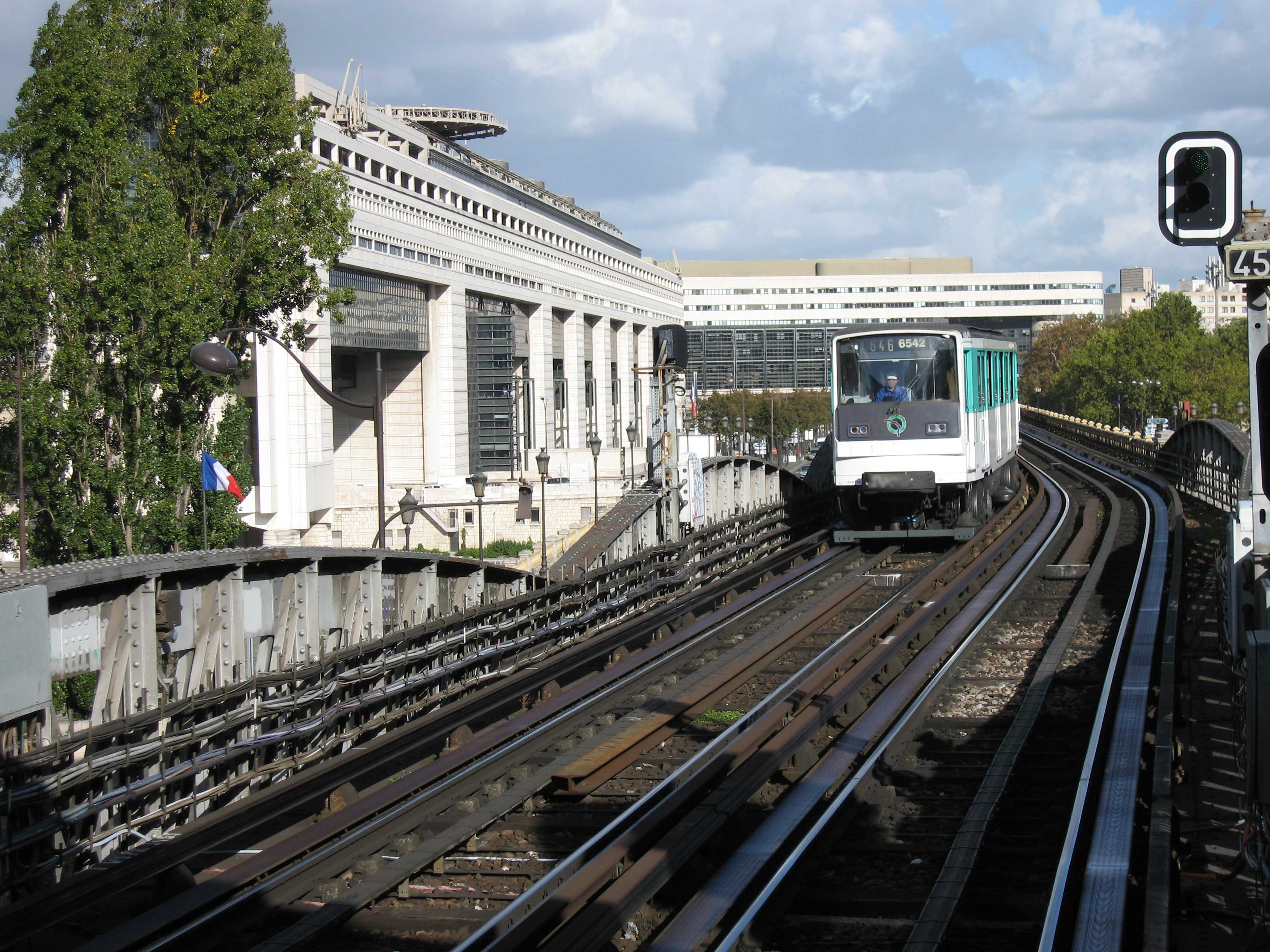
Une rame MP 73 arrivant à la station Quai de la Gare après avoir traversé la Seine sur le viaduc de Bercy.

Les stations de métro de la ligne sont présentées de l'ouest à l'est :
|  |   |  | Station                              | Coordonnées                 | Communes     | Correspondances                                          |
|  | - |  | ------------------------------------ | --------------------------- | ------------ | -------------------------------------------------------- |
|  | ■ |  | Charles de Gaulle - Étoile           | 48° 52′ 28″ N, 2° 17′ 45″ E | 8e, 16e, 17e | (RER) · (A) · (M) · (1) · (2)                            |
|  | • |  | Kléber                               | 48° 52′ 16″ N, 2° 17′ 35″ E | 16e          |                                                          |
|  | • |  | Boissière                            | 48° 52′ 03″ N, 2° 17′ 25″ E | 16e          |                                                          |
|  | • |  | Trocadéro                            | 48° 51′ 48″ N, 2° 17′ 13″ E | 16e          | (M) · (9)                                                |
|  | • |  | Passy                                | 48° 51′ 27″ N, 2° 17′ 09″ E | 16e          |                                                          |
|  | • |  | Bir-Hakeim Tour Eiffel               | 48° 51′ 14″ N, 2° 17′ 22″ E | 15e          | (Champ de Mars - Tour Eiffel)                            |
|  | • |  | Dupleix                              | 48° 51′ 01″ N, 2° 17′ 37″ E | 15e          |                                                          |
|  | • |  | La Motte-Picquet - Grenelle          | 48° 50′ 57″ N, 2° 17′ 53″ E | 15e          | (M) · (8) · (10)                                         |
|  | • |  | Cambronne                            | 48° 50′ 51″ N, 2° 18′ 11″ E | 15e          |                                                          |
|  | • |  | Sèvres - Lecourbe                    | 48° 50′ 44″ N, 2° 18′ 34″ E | 15e          |                                                          |
|  | • |  | Pasteur                              | 48° 50′ 34″ N, 2° 18′ 46″ E | 15e          | (M) · (12)                                               |
|  | • |  | Montparnasse - Bienvenüe             | 48° 50′ 36″ N, 2° 19′ 23″ E | 6e, 14e, 15e | (Paris-Montparnasse) Grandes lignes (Paris-Montparnasse) |
|  | • |  | Edgar Quinet                         | 48° 50′ 28″ N, 2° 19′ 30″ E | 14e          |                                                          |
|  | • |  | Raspail                              | 48° 50′ 21″ N, 2° 19′ 50″ E | 14e          | (M) · (4)                                                |
|  | • |  | Denfert-Rochereau Colonel Rol-Tanguy | 48° 50′ 02″ N, 2° 19′ 58″ E | 14e          | (RER) · (B) · (M) · (4)                                  |
|  | • |  | Saint-Jacques                        | 48° 49′ 58″ N, 2° 20′ 13″ E | 14e          |                                                          |
|  | • |  | Glacière                             | 48° 49′ 52″ N, 2° 20′ 36″ E | 13e          |                                                          |
|  | • |  | Corvisart                            | 48° 49′ 47″ N, 2° 21′ 02″ E | 13e          |                                                          |
|  | • |  | Place d'Italie                       | 48° 49′ 53″ N, 2° 21′ 20″ E | 13e          | (M) · (5) · (7)                                          |
|  | • |  | Nationale                            | 48° 49′ 59″ N, 2° 21′ 46″ E | 13e          |                                                          |
|  | • |  | Chevaleret                           | 48° 50′ 06″ N, 2° 22′ 05″ E | 13e          |                                                          |
|  | • |  | Quai de la Gare                      | 48° 50′ 13″ N, 2° 22′ 22″ E | 13e          |                                                          |
|  | • |  | Bercy                                | 48° 50′ 26″ N, 2° 22′ 46″ E | 12e          | Grandes lignes (Paris-Bercy-Bourgogne-Pays d'Auvergne)   |
|  | • |  | Dugommier                            | 48° 50′ 21″ N, 2° 23′ 24″ E | 12e          |                                                          |
|  | • |  | Daumesnil                            | 48° 50′ 23″ N, 2° 23′ 45″ E | 12e          | (M) · (8)                                                |
|  | • |  | Bel-Air                              | 48° 50′ 29″ N, 2° 24′ 03″ E | 12e          |                                                          |
|  | • |  | Picpus                               | 48° 50′ 43″ N, 2° 24′ 02″ E | 12e          |                                                          |
|  | ■ |  | Nation                               | 48° 50′ 54″ N, 2° 23′ 45″ E | 11e, 12e     | (RER) · (A) · (M) · (1) · (2) · (9)                      |

### Intermodalité
La ligne 6 croise presque toutes les autres lignes de métro, sauf les lignes 3, 3 bis, 7 bis et 11. Elle rencontre plusieurs fois les lignes 1, 2, 4, 8, 9 et 12. Elle est en correspondance avec le RER A aux stations Charles de Gaulle-Étoile et Nation, avec le RER B à Denfert-Rochereau et avec le RER C à Bir-Hakeim, reliée à la gare du Champ de Mars - Tour Eiffel. La ligne 6 donne accès à la gare de Paris-Montparnasse et à la gare de Paris-Bercy-Bourgogne-Pays d'Auvergne.
De par son tracé limité à l'intérieur de la capitale, aucune ligne de tramway ne croise la ligne 6.

### Stations ayant changé de nom
Sept stations de la ligne 6 ont changé de nom au fil des ans :
- Avenue de Suffren est devenue Rue de Sèvres le 15 octobre 1907, puis Sèvres - Lecourbe en novembre 1913 ;
- La Motte-Picquet est devenue La Motte-Picquet - Grenelle en 13 juillet 1913 ;
- Saint-Mandé est devenue Picpus le 1er mars 1937 ;
- Charenton est devenue Dugommier le 12 juillet 1939 ;
- L'actuelle station Montparnasse - Bienvenüe de la ligne 6 a été nommée Avenue du Maine en 1906 et n'était pas connectée à la station Montparnasse de la ligne 4, ouverte en 1910. Le 30 juin 1933, la station Avenue du Maine est renommée Bienvenüe, avant d'être fusionnée avec la station Montparnasse de la ligne 4 le 6 octobre 1942 sous le nom actuel de Montparnasse - Bienvenüe ;
- Grenelle est devenue Bir-Hakeim le 18 juin 1949 ;
- Étoile est devenue Charles de Gaulle - Étoile en 1970.

### Stations à thème ou particulières

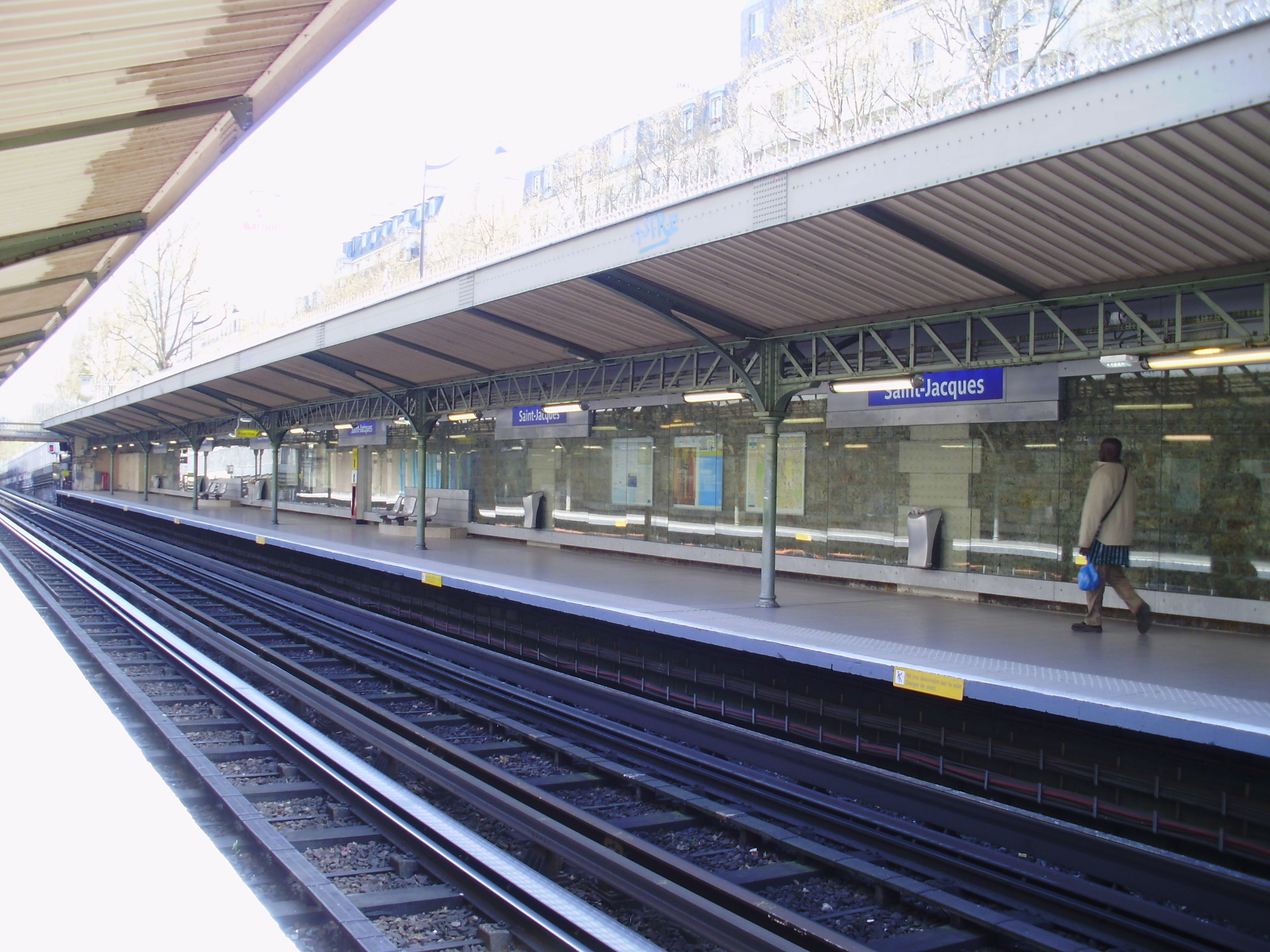
La station Saint-Jacques.

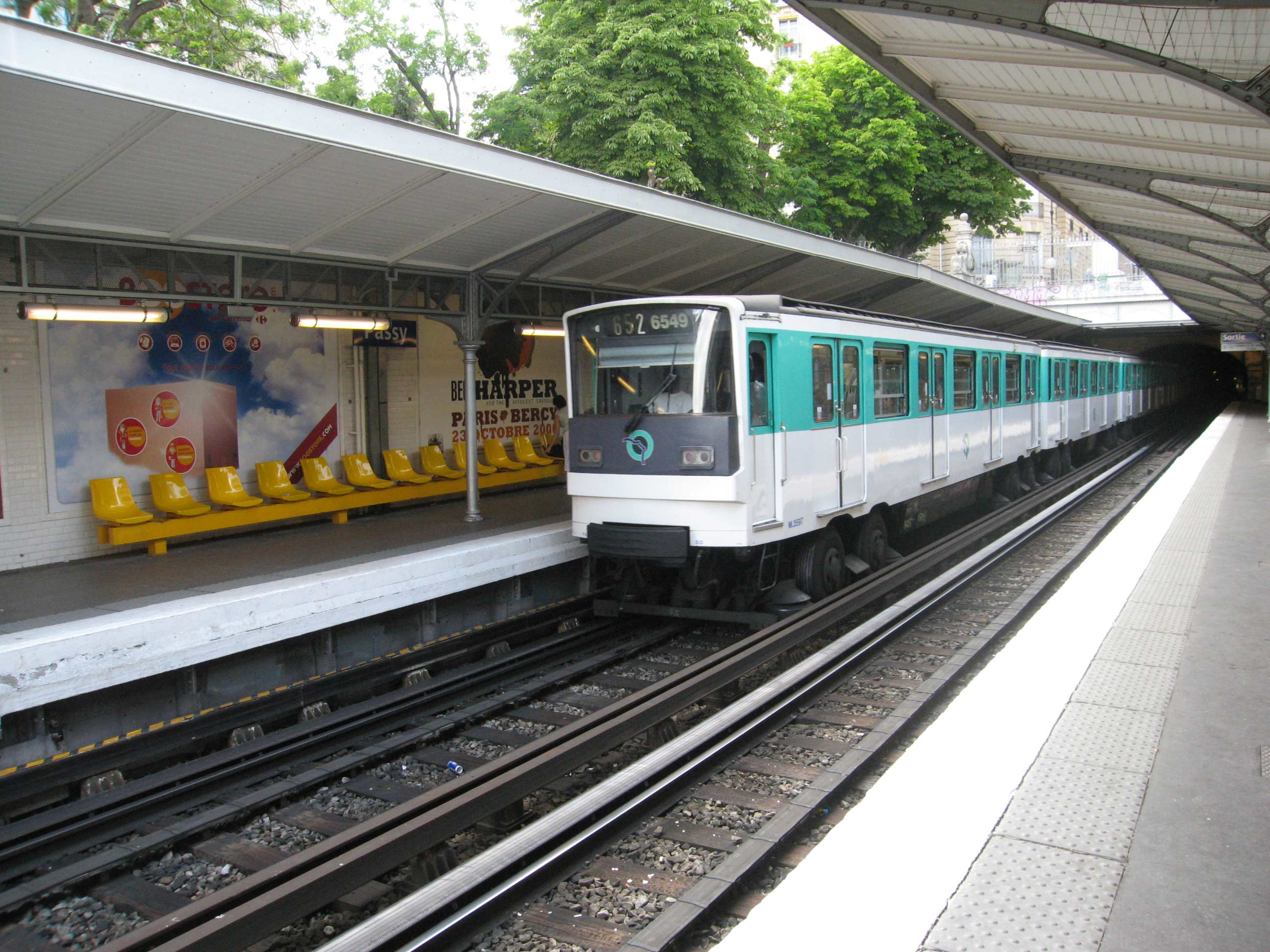
Une rame MP 73 à la station Passy, en partie souterraine au nord-ouest.

Quatre stations de la ligne possèdent une décoration culturelle thématique originale :
La Motte-Picquet - Grenelle présente des couloirs de correspondance décorés de plusieurs blasons de la famille de Toussaint-Guillaume Picquet de La Motte (d'azur à trois chevrons d'or, accompagnés de trois fers de lance d'argent en pal les pointes en haut). Une fresque représente la barrière de la Cunette, une des portes du mur des Fermiers généraux située autrefois en ce lieu.
Pasteur, autrefois rénovée en style Mouton au carrelage orange, possède sur les quais des lignes 6 et 12 une exposition consacrée à la médecine, installée lors du centenaire du métro et de la rénovation de la station de la ligne 6. Des panneaux évoquent l’évolution de la biologie et de la médecine depuis Louis Pasteur ainsi que le cadre juridique et diverses anecdotes.
Montparnasse - Bienvenüe associe au nom du quartier qu'elle dessert celui du père du métro de Paris, Fulgence Bienvenüe. Elle a ainsi été naturellement choisie comme lieu d'exposition sur la technologie du réseau et l'histoire littéraire du métro en l'an 2000 lors de son centenaire. De nombreux extraits d'ouvrages citant le métro ornent en particulier le grand couloir de correspondance équipé de tapis roulants.
Saint-Jacques est constitué de murs en pierre meulière, qui furent ravalés dans les années 1990 et protégés contre les dégradations par des glaces en verre.
Par ailleurs, plusieurs stations possèdent une structure originale :
Passy est située d'un côté en souterrain et de l'autre en viaduc, Saint-Jacques est en tranchée ouverte et Bel-Air est au niveau du sol.
Kléber (dans la direction Nation) est le vrai terminus ouest de la ligne 6. C'est une station à quatre voies servant pour la régulation des rames car, à la station Charles de Gaulle - Étoile, les voies forment une boucle et les rames ne font que s'arrêter ou stationner brièvement sans changer de conducteur.

### Raccordements
La ligne compte neuf raccordements avec le reste du réseau :
- un avec la ligne 1 à l'entrée de la station Charles de Gaulle - Étoile, en talon ; cette courte bretelle est fermée par une grille depuis l'automatisation de la ligne 1.
- deux avec la ligne 9, le premier entre les stations Trocadéro et Boissière sur la voie direction Charles de Gaulle - Étoile, en talon, et le second entre les stations Trocadéro et Passy sur la voie direction Nation, en talon également ;
- un avec la ligne 4 entre les stations Raspail et Edgar Quinet sur la voie direction Étoile, en talon. Ce raccordement sert de garage quand il y a un tronçon interrompu pour cause de travaux pendant la période estivale, par exemple lors de l'été 2008 entre Bercy et Place d'Italie, dans la mesure où les voies de garage à Kléber sont saturées ;
- un avec la ligne 5 entre les stations Place d'Italie et Corvisart sur la voie direction Étoile ; ce raccordement formé d'une double bretelle donne également accès aux ateliers et à une voie de garage en cul-de-sac, parallèle à la ligne devenue aérienne avant l'entrée de la station Corvisart, et communiquant avec elle par des « fenêtres » ; c'est une position de garage également pour les trains de la ligne 5 ;
- un avec la ligne 7 entre les stations Corvisart et Place d'Italie sur la voie direction Nation, en pointe. Ce raccordement effectue des courbes en pente au-dessus du tunnel de la ligne 7, et finit sa course juste avant la station Tolbiac ;
- un avec la ligne 14 entre les stations Dugommier et Bercy sur la voie direction Étoile, en pointe ; c'est l'unique raccordement de la ligne 14 avec le reste du réseau, utilisable pour les rames de cette ligne, en cas de besoin ;
- un avec la ligne 8 entre les stations Bel-Air et Daumesnil, sur la voie direction Étoile, en pointe ;
- un avec la ligne 1 à l'entrée de la station terminus Nation, par un raccordement en triangle dont une des branches (celle qui se raccordait en pointe) sert maintenant de garage et a été équipée d'un heurtoir.

### Ateliers
L'entretien des rames (AMT) est effectué à l'atelier d'Italie, situé au nord-ouest de la place d'Italie et raccordé sur la ligne par le raccordement des lignes 5 et 6, à l'ouest de la station Place d'Italie direction Étoile. L'atelier, ouvert en 1906, a été modernisé une première fois en 1973 pour l'accueil des rames MP 73. Avec l'arrivée du MP 89 CC, en provenance de la ligne 4, l'atelier d'Italie est de nouveau modernisé une seconde fois ; les travaux ont débuté en 2018 et doivent s'achever en 2022.
L'atelier couvre une surface de 11 500 m2. Jusqu'à l'ouverture de l'atelier de Bobigny en 1988, les rames MF 67 de la ligne 5 y étaient également entretenues. Cinquante agents sont affectés à cet atelier en 2007.
La maintenance lourde et la révision régulière (batteries, bobinages, peintures) du matériel de la ligne 6, comme tous les matériels sur pneumatiques du réseau, se déroule aux ateliers de Fontenay. Ils sont situés dans le prolongement des voies de la ligne 1 au-delà du terminus Château de Vincennes. Ils se décomposent en deux entités distinctes comprenant un atelier de maintenance pour les rames de la ligne 1 (AMT) et un atelier de révision de l'ensemble des rames sur pneumatiques du métro. L'ensemble qui occupe une surface totale d'environ 39 000 m2 a été modernisé au début des années 1960 pour l'arrivée du matériel MP 59 ; puis les bâtiments ont été reconstruits pour l'arrivée du MP 89 durant les années 1990. Ces ateliers sont également reliés au réseau ferré national via les voies du RER A. Trois cent trente agents sont affectés à cet atelier en 2007.

## Exploitation

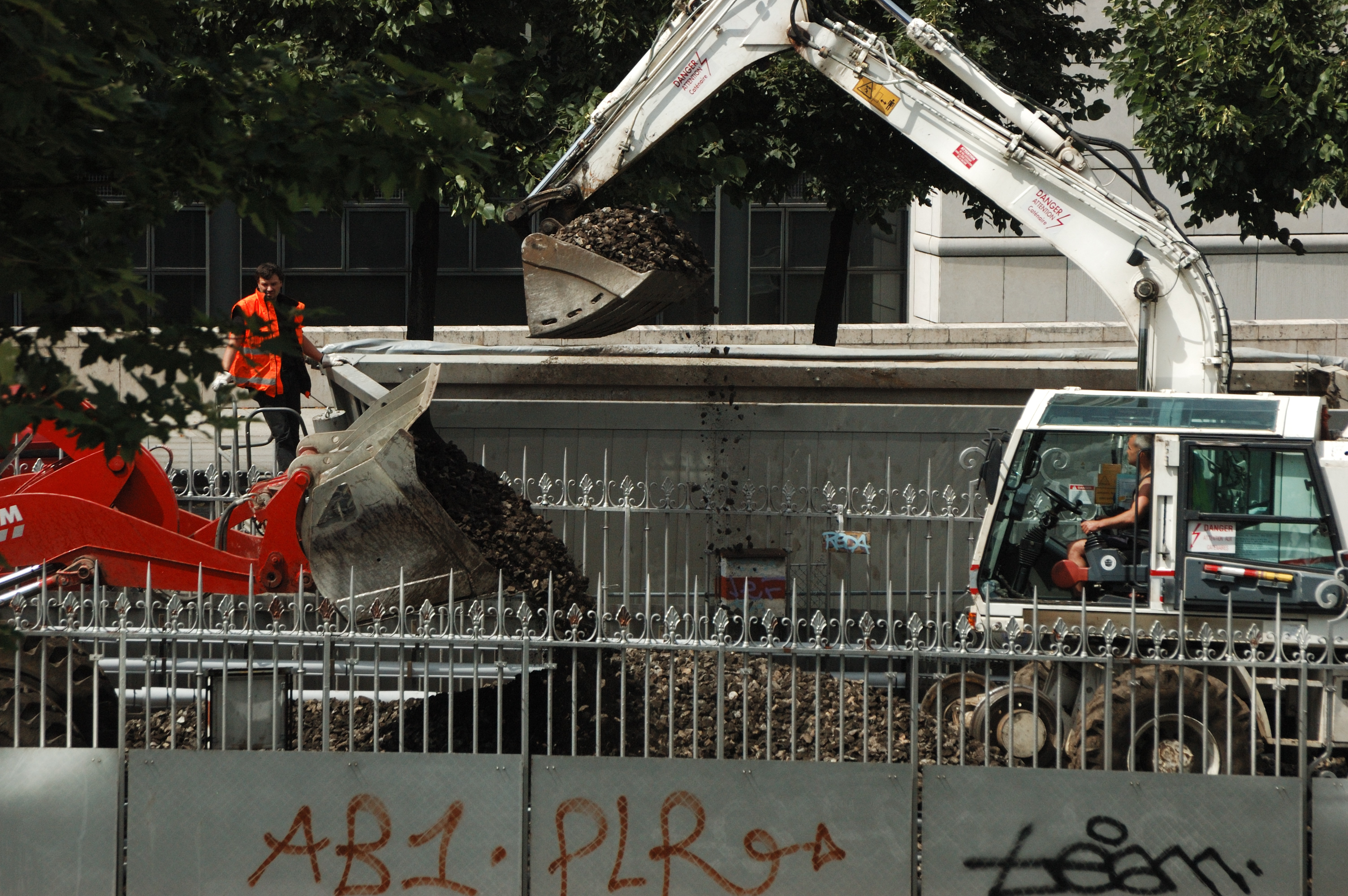
À l'été 2008, le tronçon Place d'Italie –Bercy est fermé pour d'importants travaux de rénovation.

### Desserte
En 2008, le parcours complet de la ligne demande trente-trois minutes. Comme sur toutes les principales lignes du métro de Paris, le premier départ a lieu de la tête de ligne à 5 h 30. Toutefois, dans le sens est-ouest, une première circulation a lieu au départ de Place d'Italie à 5 h 30 qui précède de dix minutes la première rame venant de Nation. Le dernier départ a lieu de Charles de Gaulle - Étoile à 0 h 41 et de Nation à 0 h 42. Il est fixé respectivement à 1 h 42 et à 1 h 44 les nuits des vendredis aux samedis, des samedis aux dimanches et des veilles de fête aux jours de fête.
L'intervalle moyen entre les rames est de deux à quatre minutes en journée, de six à huit minutes en extrême soirée, de quatre à six minutes le dimanche en journée et de dix minutes les nuits des vendredis aux samedis, des samedis aux dimanches et des veilles de fête aux jours de fête après 0 h 30 (après 1 h 15 les nuits des vendredis aux samedis).

### Matériel roulant
En 1974, la ligne est équipée des métros sur pneus MP 73 qui remplacent le matériel Sprague-Thomson, afin de diminuer les nuisances sonores. Ces rames sont rénovées à partir de 1996 (la ligne reçoit son premier MP 73 rénové en octobre 1996 (no 6529), puis à partir de 1998, progressivement, le reste du parc). En 2012, le STIF indique que la ligne devrait être équipée de matériel MP 14 afin de remplacer les MP 73. Cependant, en 2015, la RATP précise que les rames MP 89 CC libérées de la ligne 4, lorsqu'elle sera automatisée, iront sur la ligne 6 et n'évoque plus l'achat de MP 14. En février 2016, des essais avec des MP 89 CC ont été réalisés de nuit afin d'étudier leur redéploiement sur le réseau.

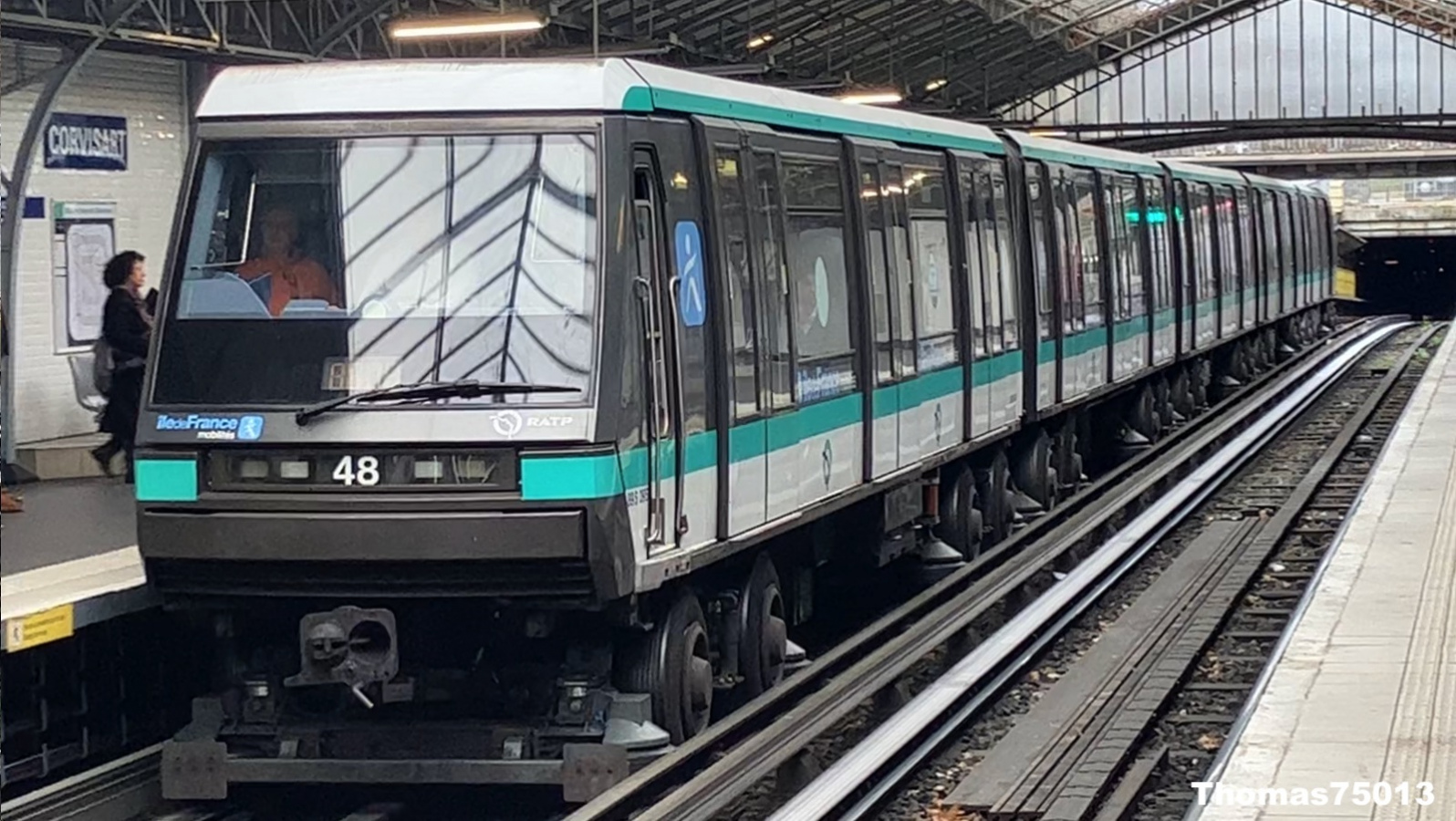
Un MP 89 à la station Corvisart.

En 2016, le STIF décide que la ligne 6 recevra le matériel actuellement présent sur la ligne 4 : le MP 89 CC y sera déployé entre 2018 et 2023. Les 47 rames (sur les 52) passeront par une rénovation, ainsi que par une adaptation pour passer de six à cinq voitures (les quais de la ligne 6 étant trop courts pour en accueillir six). Les MP 73, quant à eux, seront réformés. Le transfert des rames MP 89 CC devrait prendre fin en 2024[source insuffisante]. Toutefois, en 2021, aucun MP 89 CC n'a encore circulé avec voyageurs, le projet ayant pris du retard. Le système de pilotage automatique I-CBTC sera fourni par Alstom. Les premiers essais de ce transfert débutent en 2022, alors que la ligne 4 reçoit ses nouvelles rames automatiques. Néanmoins, les changements pour les usagers de la ligne 6 ne devraient être perceptibles qu'à partir de 2023, après le reformatage des rames (de 6 à 5 voitures) et leur adaptation (nouveaux sièges et vidéosurveillance).

### Personnel d'exploitation
On distingue deux catégories de personnel : les agents en station et les agents de conduite. Les agents de station ont pour mission de tenir la caisse, d'assurer le contrôle des voyageurs ainsi que la gestion des lieux, la vérification des installations ou d'autres tâches à définir selon les besoins du service. Quelques agents sont par ailleurs détachés pour la durée du service afin d'assurer les relèves de caisses. Les conducteurs assurent la marche des rames.

### Tarification et financement
La tarification de la ligne est identique à celle en vigueur sur tout le réseau du métro. Un ticket « métro-train-RER », qui remplace le ticket t+ au 1er janvier 2025, permet un trajet simple quelle que soit la distance, avec une ou plusieurs correspondances possibles avec les autres lignes de métro, de Transilien ou de RER pendant une durée maximale de 1 h 30 entre la première et dernière validation. En revanche, un ticket « métro-train-RER » ne permet pas d'emprunter les bus et les tramways, à l'exception des lignes « Tram Express » à titre temporaire.
Le financement du fonctionnement de la ligne (entretien, matériel et charges de personnel) est assuré par l'exploitant. Cependant, les tarifs des billets et abonnements sont limités par choix politique et leur montant ne couvre pas les frais réels de transport. Le manque à gagner est compensé par l'autorité organisatrice, Île-de-France Mobilités, présidée depuis 2005 par le président du conseil régional d'Île-de-France et composé d'élus locaux. Elle définit les conditions générales d'exploitation, ainsi que la durée et la fréquence des services. L'équilibre financier du fonctionnement est assuré par une dotation globale annuelle aux transporteurs de la région grâce au versement mobilité payé par les entreprises et aux contributions des collectivités publiques.

### Trafic
Le trafic de la ligne 6 la situe en huitième position du réseau parisien pour sa fréquentation. De 1992 à 2004, le trafic est en augmentation de 10,2 %, ce qui place la ligne en cinquième position en termes de croissance sur le réseau (hors ligne 14).
| Année                              | 1992 | 1993 | 1994 | 1995 | 1996 | 1997 | 1998 | 1999 | 2000 | 2001 | 2002 | 2003 | 2004  |
| Nombre de voyageurs (en millions), | 91,3 | 89,9 | 90,3 | 80,1 | 85,1 | 86,1 | 89,6 | 89,6 | 96   | 98,2 | 99,6 | 97,1 | 100,7 |

| Année                              | 2007  | 2008  | 2009  | 2010 | 2011  | 2012  | 2013 | 2014 | 2015  | 2016  | 2017  | 2018   | 2019   | 2020  | 2021 | 2022  | 2023 | 2024  |
| Nombre de voyageurs (en millions), | 102,9 | 103,2 | 104,1 | 107  | 110,7 | 112,4 | 112  | 106  | 110,9 | 111,4 | 114,3 | 115,14 | 102,97 | 50,19 | 66,1 | 95,98 | 99,7 | 101,6 |

En 2004, les deux stations les plus fréquentées desservies par la ligne sont (en trafic annuel, toutes lignes incluses) Montparnasse - Bienvenüe (29,46 millions de voyageurs) et Place d'Italie (16,10 millions). En 2003, le trafic annuel atteint 96 976 137 voyageurs, avec un trafic quotidien de 354 347 voyageurs en moyenne chaque jour ouvré, 228 075 le samedi et 145 035 le dimanche. En 2009, la trafic annuel a augmenté de 7,1 % en six ans à 104 millions de voyageurs. En 2010, le trafic quotidien atteint 541 000 voyageurs en moyenne chaque jour ouvré.

## Projet de mise en accessibilité
La région Île-de-France a proposé que la ligne 6 puisse être entièrement rendue accessible aux personnes à mobilité réduite (PMR) via la généralisation des ascenseurs et la création de refuges dans toutes les stations. En effet, s'il est admis que l'ancienneté du métro parisien rendrait impossible la mise en accessibilité complète du réseau, la ligne 6 serait la plus commode à adapter comparativement aux autres grâce à son grand nombre de stations aériennes. Une première étude de la RATP et Île-de-France Mobilités, remise en avril 2021 estimait le coût de tels travaux à 700 M€ pour six à dix ans de travaux. En décembre 2023, Valérie Pécresse relance le projet dans le cadre d'un plan régional visant à favoriser l'inclusion en vue des Jeux paralympiques d'été de 2024. La Région suggère que le coût de l'opération, réévalué à 2 MM€, soit supporté conjointement avec l'État et la Ville de Paris.

## Tourisme

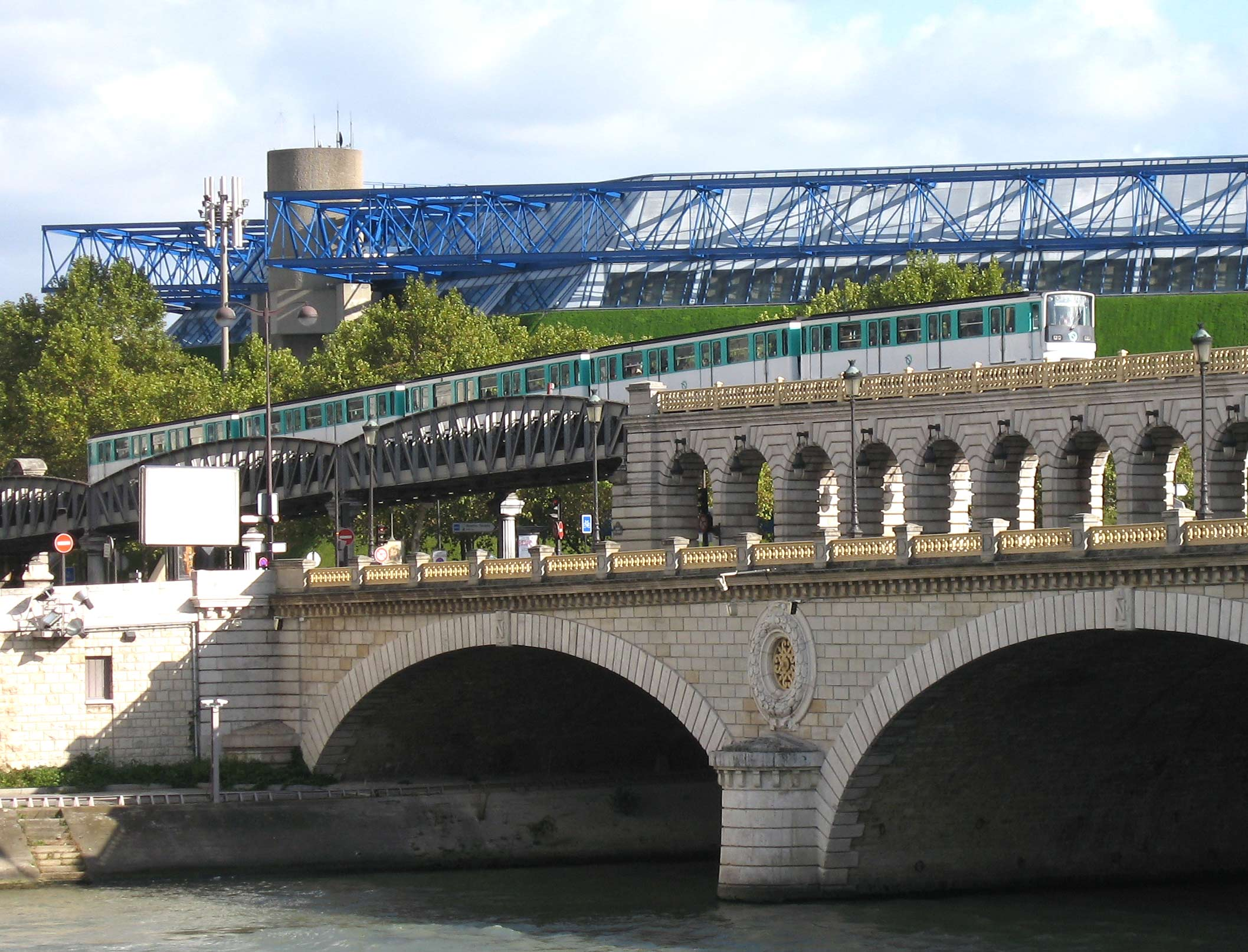
La ligne 6 franchit la Seine à l'est sur le viaduc de Bercy. À l'arrière plan, le palais omnisports de Paris-Bercy.

La ligne 6 est une des lignes les plus appréciées des touristes et Parisiens, grâce à sa situation le plus souvent en viaduc[source secondaire souhaitée]. Elle offre des points de vue uniques sur plusieurs monuments. Du pont de Bir-Hakeim, on[Qui ?] distingue la tour Eiffel dominant la Seine, le palais de Chaillot, le clocher de l'église Saint-Augustin, le haut de la verrière du Grand Palais, la tour Montparnasse, le dôme des Invalides et la butte Montmartre à l'horizon d'un côté, de l'autre la Maison de la Radio et de la Musique, l'île aux Cygnes et le quartier de Beaugrenelle. Avant la station Cambronne, on[Qui ?] aperçoit les Invalides pendant quelques secondes, avant de les retrouver à proximité de la station Sèvres-Lecourbe, où on peut[style à revoir] apercevoir la perspective de l'avenue de Breteuil sur les Invalides avant de replonger en souterrain. À l'est, on distingue[style à revoir] lors du parcours aérien le ministère des Finances et le palais omnisports de Paris-Bercy ainsi que la bibliothèque François-Mitterrand et, au loin, le chevet de la cathédrale Notre-Dame.
La ligne dessert des monuments et quartiers touristiques essentiellement dans sa section occidentale. Au-delà de la station Montparnasse - Bienvenüe, elle a pour vocation essentielle de relier les points les plus animés du sud de la capitale. On peut[style à revoir] citer d'ouest en est :
- la place Charles-de-Gaulle et l'arc de triomphe de l'Étoile ;
- l'esplanade du Trocadéro ;
- la tour Eiffel et le Champ-de-Mars ;
- la tour Montparnasse, le centre commercial et le quartier du même nom ;
- la place Denfert-Rochereau où l'on peut visiter les catacombes de Paris ;
- le siège de la rédaction du Monde (boulevard Auguste-Blanqui), jusqu'au début de 2020 ;
- la place d'Italie et le quartier de la Butte-aux-Cailles ;
- le ministère des Finances, le palais omnisports de Paris-Bercy et le parc de Bercy ;
- la place de la Nation.

## Au cinéma
- 1975 : Peur sur la ville, le commissaire Jean Letellier, joué par Jean-Paul Belmondo, effectue le trajet entre les stations Montparnasse-Bienvenüe et Passy sur le toit d'une rame de métro[42],[43].
- 2009 : 7.57 am-pm, dans ce court métrage, le violoniste Renaud Capuçon interprète, au pied d'un escalator de la station Bir-Hakeim de la ligne, une œuvre musicale de qualité sur un Stradivarius dans l'indifférence quasi générale. D'autres séquences du film sont tournées sur le quai de la station Sèvres-Lecourbe.
- 2018 : Mission impossible : Fallout, on y voit une scène se déroulant sous la station Passy.